# Гучмазов, Алеш Алексеевич
Алёш Гучмазты (осет. Гуыцмӕзты Алёш; 10 сентября 1951, район Ортеугом, село Гучмазтыкау — 26 мая 1992, Южная Осетия, Цхинвал) — осетинский прозаик, детский писатель, романист и поэт. Его перу принадлежат известные рассказы на осетинском языке «Урс фынтӕ», «Ӕхсӕвидар», «Царды зыд», и роман «Дӕ уды фарн», переведённый на русский писателем и переводчиком Русланом Тотровым. Также Гучмазты является автором сборника детских рассказов «Рохсана».
В 1972 году Алёш Гучмазты поступил в Литературный институт им. Горького в Москве, но через полтора года вернулся на родину, работал научно-методическом центре культуры, позже — в юго-осетинском журнале «Фидиуаг».
Произведения Алёша Гучмазты (в частности, рассказ «Пророк») входят в школьную программу предмета «Осетинская литература». Роман «Матрона» («Дӕ уды фарн») признан в 2016 году одной из важнейших десяти книг осетинской культуры.
В ходе осетино-грузинского конфликта 1991-92 годов Алёш Гучмазты погиб в бою.